# Ковач, Йожеф (футболист, 1949)
Йожеф Ковач (венг. Kovács József; род. 8 апреля 1949, Венгрия) — венгерский футболист, полузащитник.

## Карьера

### Клубная карьера
В юности играл за молодёжную команду клуба «Фехервар». Взрослую футбольную карьеру начал в 1968 году в основной команде того же клуба, в которой провёл двенадцать сезонов своей карьеры, приняв участие в 315 матчах.
В 1980 году перешёл в клуб «Уйпешт», за который отыграл 5 сезонов. Завершил карьеру футболиста в 1985 году.

### Карьера в сборной
14 ноября 1971 года дебютировал в официальных матчах в составе национальной сборной Венгрии в матче против сборной Мальты. В составе сборной участвовал в Олимпийских играх 1972 года и чемпионате Европы 1972 года.
Последний матч за сборную провёл 26 октября 1979 года против сборной США. Всего в составе сборной принял участие в 17 матчах.